# Friedrich Ludwig Finck von Finckenstein

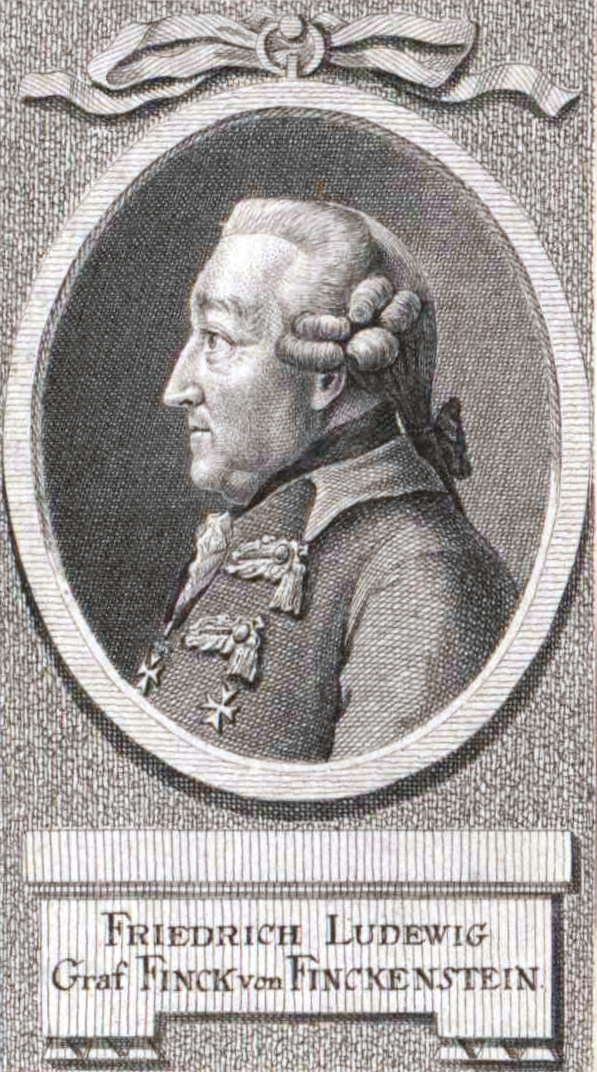
Friedrich Ludewig Graf Finck von Finckenstein

Friedrich Ludwig Reichsgraf Finck von Finckenstein (* 6. Mai 1709 in Berlin; † 16. März 1785 auf Finckenstein) war ein preußischer Generalleutnant, Chef des Dragonerregiments Nr. 10 und Ritter des Johanniterordens.

## Leben

### Herkunft
Friedrich Ludwig war ein Sohn von Generalfeldmarschall Albrecht Konrad Finck von Finckenstein und dessen Frau Susanna Magdalena geb. von Hoff (1676–1752). Sein älterer Bruder Friedrich Wilhelm (* 1702; † 1741 bei Mollwitz) war preußischer Oberst, sein jüngerer Bruder Karl Wilhelm von Finckenstein preußischer Minister.

### Militärkarriere
Er studierte zunächst drei Jahre an der Universität in Frankfurt an der Oder. Danach kam er als Fähnrich zum Dragonerregiment Nr. 9. 1731 wurde er zum Leutnant befördert und im gleichen Jahr in Anwesenheit des Königs in Sonnenburg zum Johanniterritter geschlagen.
Während des Rheinfeldzuges 1734 war er Freiwilliger im Dragonerregiment Nr. 7. Dann wurde er Hauptmann des Regiments Nr. 9 und als dieses um drei Schwadron aufgestockt wurde, bekam er seine eigene Schwadron.
Im Jahre 1741 wurde er Major und 1742 Oberstleutnant. 1743 wurde er Kommandant des Dragonerregiments Nr. 10. Am 15. Dezember 1745 kämpfte er in der Schlacht bei Kesselsdorf und wurde im Mai 1747 Oberst. 1754 wurde er zum Generalmajor ernannt und Chef des Dragonerregiments Nr. 10. Vor der Schlacht bei Groß-Jägersdorf brach er sich den Arm und nahm daher nicht teil. Nachdem sein Arm wieder verheilt war, kam er mit seinem Regiment nach Pommern. Er bildete die Vorhut bei der Einnahme von Stralsund. 1758 kam er mit dem Regiment und dem Dragonerregiment Nr. 9 zur Armee des Herzogs von Braunschweigs. Als dieses nach Mecklenburg marschierte, nahm er bei Güstrow ein mecklenburg-schweriner Regiment gefangen. Bei nachfolgenden Kämpfen mit Franzosen in Westfalen konnte er zwölf französische Offiziere, darunter zwei Stabsoffiziere, gefangen nehmen, dazu 60 Gemeine. Als die Preußische Armee den Rhein überschritt, bildete sein Regiment die Vorhut. Dabei eroberten sie von Regiment Bedford die Pauken, welche der König dem Regiment überließ. Im November 1758 kämpfte er mit dem Dragonerregiment Nr. 9 bei Soest gegen ein französisches Korps von 6000 Mann, wobei er zahlreiche Gefangene machte. Unter dem Kommando von Herzog Ferdinand von Braunschweig rückte er 1759 gegen Frankfurt am Main vor. Danach kämpfte er in der Schlacht bei Bergen. Anschließend traf er bei Möllen auf ein französisches Korps von 2000 Mann, das er schlug. Am 1. August 1759 kämpfte er in der Schlacht bei Minden. Am 21. März 1760 wurde er zum Generalleutnant ernannt und wurde zur Armee des Königs versetzt. So kämpfte er am 15. August in der Schlacht bei Liegnitz. Dort kommandierte er die Reserve und unterstützte dann den General von Zieten auf dem rechten Flügel. Dadurch konnte das österreichische Hauptheer nicht mehr eingreifen.
Am Tag danach kämpfte er bereits wieder gegen die Russen bei Parchwitz, die daraufhin über die Oder zurückwichen. Er marschierte danach mit dem König nach Breslau und Schweidnitz und von dort nach Sachsen. So kam er zur Schlacht bei Torgau. Dort wurde ihm das Pferd erschossen und er geriet in Gefangenschaft. Er wurde in St. Pölten bei Wien interniert und nach dem Frieden 1763 wieder entlassen. So war er im März wieder in Berlin und kam zurück zu seinem Regiment. Während des Bayerischen Erbfolgekriegs im Jahr 1778 war er wieder bei der Armee des Königs in Schlesien und Böhmen.
Er starb 1785.

### Familie
Finck von Finckenstein war seit dem 4. November 1738 mit Albertina Maria Gräfin Finck von Finckenstein aus dem Haus Gilgenburg (* 23. Juli 1719; † 7. Mai 1792) verheiratet und hatte mehrere Nachkommen:
- Friedrich Albrecht  (* 28. Oktober 1739; † 2. August 1765)
- Elisabeth Albertine Wilhelmine (* 12. Januar 1742)
- Friedrich Ludwig Wilhelm (* 18. März 1744)
- Luise Amalie Caroline (* 23. Oktober 1746; † 23. Februar 1825) ⚭ Graf Friedrich Alexander zu Dohna-Schlobitten (* 6. Juli 1741; † 8. April 1810); sie war die Mutter des Generalfeldmarschalls Friedrich Karl Emil zu Dohna-Schlobitten.
- Sophie Wilhelmine (* 13. Februar 1748)